# Raionul Balvi
Balvi este un raion în Letonia.